# 贵州大学站
貴州大學站是贵阳轨道交通3号线的地铁车站，位于中华人民共和国贵州省贵阳市花溪区花溪大道与航天路交叉口，于2023年12月16日开通。

## 车站结构
貴州大學站沿花溪大道南北向设置，車站長211.8米，为地下二层岛式站台车站，地下一层为站厅层，地下二层为站台层。
| 地面              | 出入口 | A、B、C出入口 |
| 地下一层          | 站厅   | 客服中心、自动售票机、验票机                                                                                          |
| 地下二层          | 站台   | \| \| \| █ 3号线往洛湾（孔學堂） \| \| 島式 · 開左邊车门 \| \| \| \| \| \| █ 3号线往桐木岭（省委党校）（花溪公園） \| |
|                   |        | █ 3号线往洛湾（孔學堂）                                                                                               |
| 島式 · 開左邊车门 |        | |
|                   |        | █ 3号线往桐木岭（省委党校）（花溪公園）                                                                               |

## 车站出口
貴州大學站共设3个出口，各出口及周围设施如下所示：
| 编号                | 出入口信息                               | 照片 | 无障碍设施 |
| ------------------- | ---------------------------------------- | ---- | ---------- |
| A · 出口 · （设有） | 花溪大道、花溪国家城市湿地公园           |      |            |
| B · 出口            | 花溪大道、航天路                         |      | 不適用     |
| C · 出口 · （设有） | 花溪大道、航天路、贵州大学（花溪东校区） |      |            |
| 图例： 设有         |                                          |      |            |

## 接驳交通

### 公交车
- 轨道貴州大學站：203路、204路、248路、花溪2路、花溪9路、花溪13路、花溪18路1線、花溪18路2線、花溪18路3線、花溪19路、花溪20路、花溪21路

## 车站历史
本站建设时期工程名为貴州大學站，开通前確定維持原站名。
- 2023年12月16日，车站随3号线一期工程通车开通[2]。